# Gerendás
Gerendás là một thị trấn thuộc hạt Békés, Hungary. Thị trấn này có diện tích 40,78 km², dân số năm 2010 là 1364 người, mật độ 33 người/km².